# 大列巴

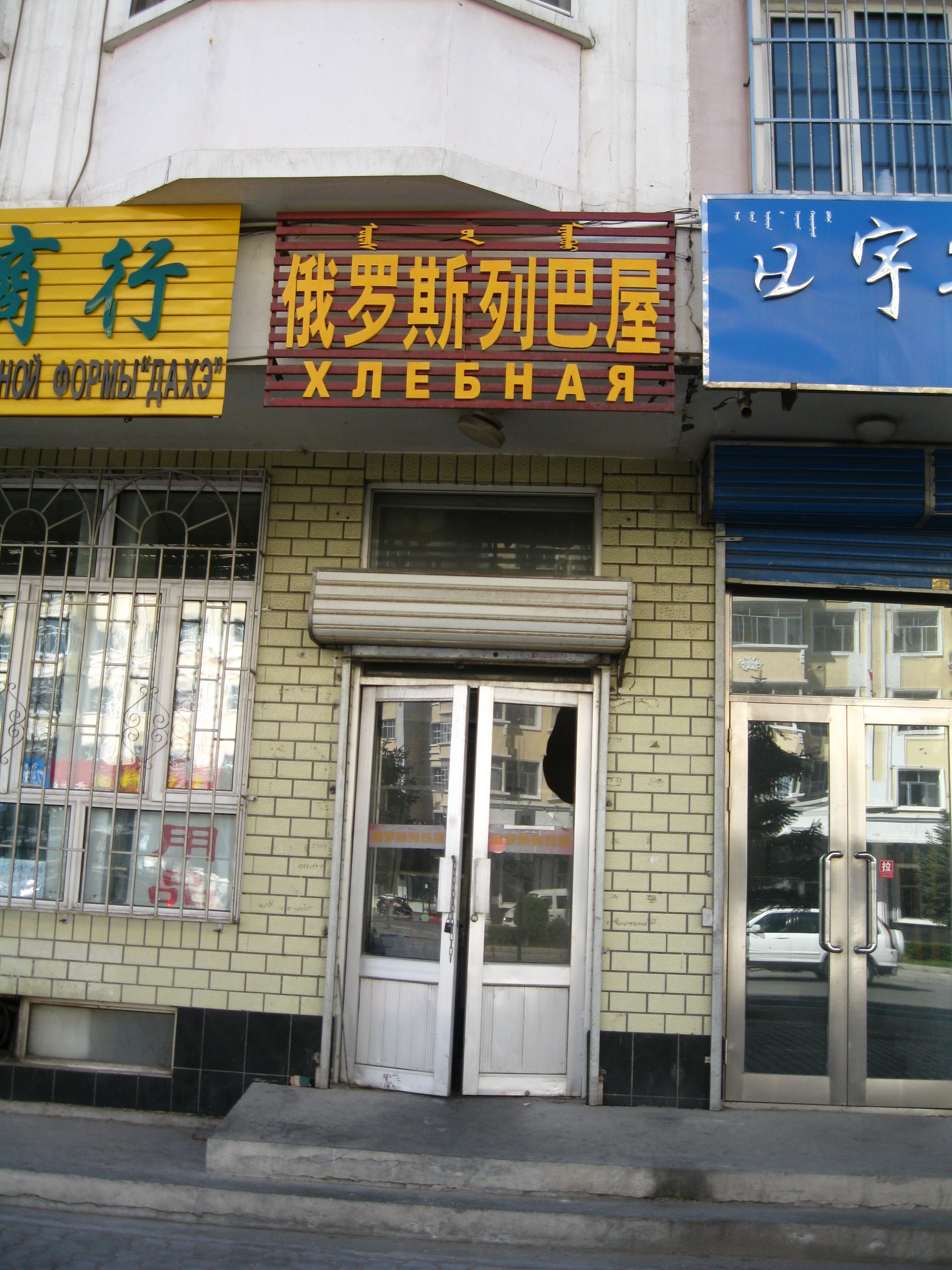
中国黒竜江省満州里のパン屋の看板。「俄罗斯」はロシアの中国語。

大列巴（ダーリェバ、中国語: 大列巴、ロシア語: Далеба、英語: Dalieba）または列巴（リェバ）は中国東北部でロシアの黒パンに似せて作られているパン。 

## 概要
ロシアの黒パンに似せて作られているパンで、パンのロシア語「フリェープ（Хлеб）から「大きなフリェープ」（大列巴）と呼ばれるようになった。形はロシアの「パンと塩」の儀式に使われるような大型で中華饅頭を大きくしたような円形で、材料は黒パンのようにライ麦ではなくて通常の小麦粉で、味は黒パンのように無味ではなく、少し甘い。

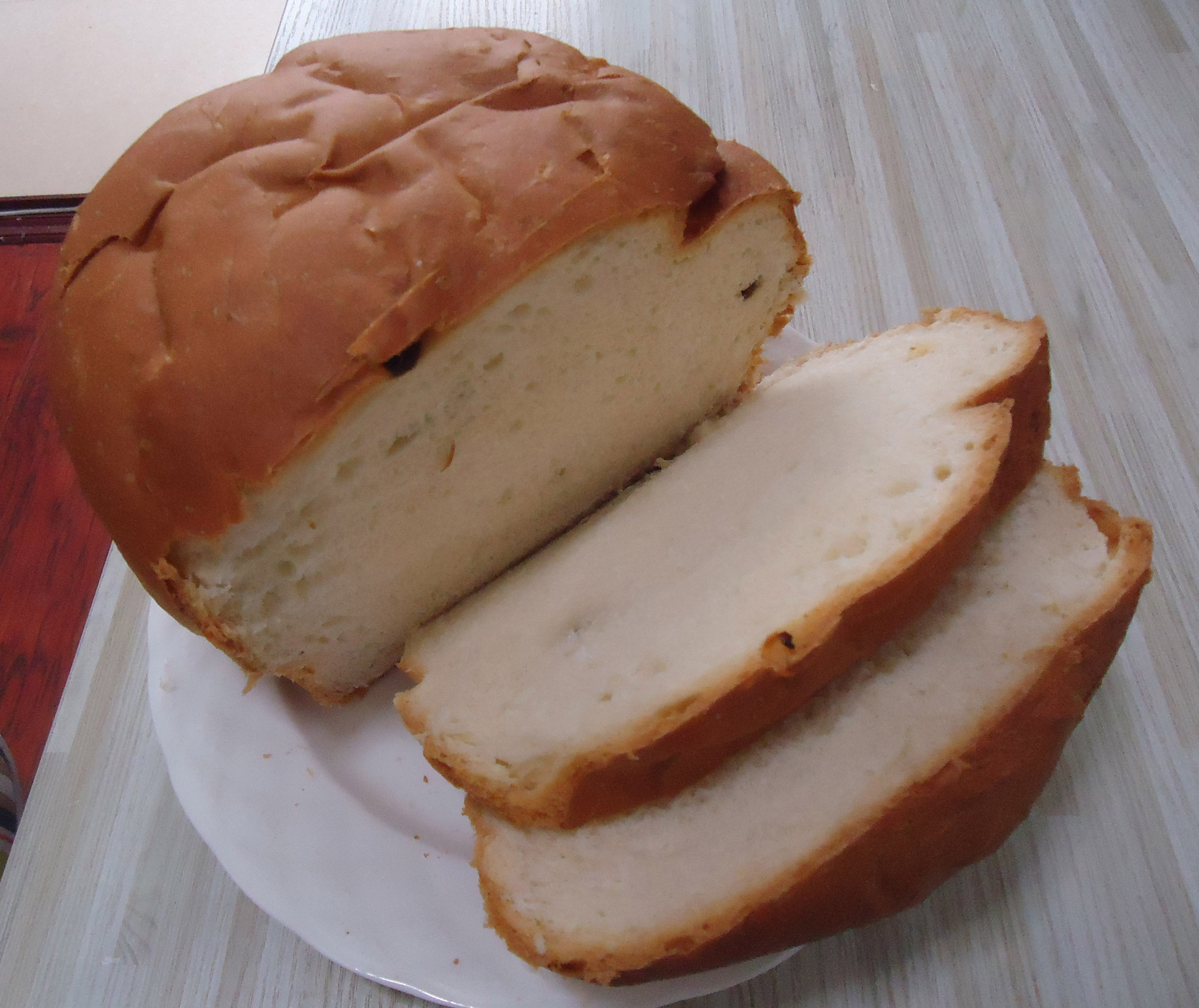
大連で売られている列巴は、大きくて少し甘くて柔らかい普通の小麦パンに進化（2018年）

中国東北部の大都市（ハルビン、大連など）ではよく売られていて、ある種のノスタルジア食品としても人気がある。ハルビンの秋林集団が作ったものがよく知られている  。

## 中国東北部へのロシアの影響
中国東北部（旧満州）は隣国であるロシアの影響を多く受けている。特に19世紀後半はシベリア鉄道の迂回線がまず東清鉄道としてハルビン経由で作られて、多くのロシア人がその沿線へ来た。また支線が大連まで建設されて、大連・旅順が日露戦争直前はロシアの租借地であった、さらに1945年に満州へ侵攻したロシア軍は、1955年に中露関係の悪化で旅順を去るまで居続けた。
このためロシアの影響が中国東北部へは食べ物にも残っていて、大列巴（パン）と紅腸（ソーセージ）がその例である。  

## 参照項目
- ライ麦パン
- 秋林集団
- 中国東北部